# Gammarus angulatus
Gammarus angulatus is een vlokreeftensoort uit de familie van de Gammaridae. De wetenschappelijke naam van de soort is voor het eerst geldig gepubliceerd in 1930 door Martynov.